# Sonnenleuchtkraft

Entwicklung von Leuchtkraft, Radius und effektiver Temperatur der Sonne in relativen Anteilen an den heutigen Werten.

Die Sonnenleuchtkraft (L☉) ist eine astronomische Maßeinheit, mit deren Hilfe man die Strahlungsleistung eines astronomischen Objekts in Form von elektromagnetischer Strahlung im Verhältnis zur Leistung der Sonne angibt. Es ist eine gebräuchliche Einheit, um die Leuchtkraft anderer Sterne oder größerer Objekte wie Galaxien oder Galaxienhaufen anzugeben. So wird die absolute bolometrische Helligkeit eines Himmelskörpers unter anderem als Vielfaches der Sonnenleuchtkraft angegeben.

## Bestimmung
Die durchschnittliche Sonnenleuchtkraft lässt sich über die Formel zur Berechnung der Leuchtkraft für isotrope Strahler {\textstyle L=4\pi R^{2}\cdot f} ermitteln. Hierbei ist die Solarkonstante {\textstyle S_{\odot }} mit der Energieflussdichte {\displaystyle f} in der Leuchtkraftformel gleichzusetzen. Es gilt daher
{\displaystyle L_{\odot }=4\pi \,A^{2}\,S_{\odot }} ,
wobei {\textstyle A} der mittlere Abstand zwischen Erde und Sonne (eine astronomische Einheit) ist und die Solarkonstante {\textstyle S_{\odot }} die langjährig gemittelte Bestrahlungsstärke, die von der Sonne bei mittlerem Abstand Erde–Sonne ohne den Einfluss der Atmosphäre senkrecht zur Strahlrichtung auf die Erde auftrifft, bezeichnet.
Dadurch ergibt sich ein Wert von
{\displaystyle L_{\odot }=3{,}8275\;(\pm 0{,}0014)\cdot 10^{26}\;\mathrm {W} .}
Die von der Internationalen Astronomischen Union im Jahr 2015 festgelegte nominelle Sonnenleuchtkraft beträgt 3,828·1026 W. Dieser Wert wurde mit einer über den Sonnenzyklus gemittelten totalen solaren Bestrahlungsstärke (TSI) und der IAU-Definition der astronomischen Einheit von 2012 berechnet und auf eine angemessene Anzahl von signifikanten Stellen gerundet.

## Entwicklung
Über den elfjährigen Sonnenfleckenzyklus variiert die Sonnenleuchtkraft um ±0,1 %, wobei sie bei dessen Maximum um etwa 1,2·10−3 L☉ ansteigt. Schwankungen in der Leuchtkraft, die von Raumsonden seit 1978 gemessen wurden, sind zu gering, um einen nennenswerten Einfluss auf die globale Erwärmung darzustellen. Es kann jedoch nicht vollkommen ausgeschlossen werden, dass solche Schwankungen einen geringen Einfluss auf das Klima haben.
Langfristig erhöht sich die Sonnenleuchtkraft um knapp 10 % pro Milliarde Jahre, da sich nicht fusionsfähige Helium-„Asche“ im Kern ansammelt, was zur Erhöhung der Wasserstoff-Verbrennungsrate führt. Diese für Hauptreihensterne typische Entwicklung wird auch die nächsten fünf Milliarden Jahre anhalten. Es wird davon ausgegangen, dass die Leuchtkraft der Sonne zu dem Zeitpunkt, an dem die Entwicklung des Lebens auf der Erde begann, etwa 70 bis 75 % des heutigen Werts betrug. Dies wirft das Paradoxon der schwachen jungen Sonne auf, da das Klima zu dieser Zeit nicht entsprechend kälter war.